# Estación de El Tamujoso
El Tamujoso es un apeadero ferroviario situado en el municipio español de El Cerro de Andévalo, en la provincia de Huelva, comunidad autónoma de Andalucía. Cuenta con servicios de Media Distancia.

## Situación ferroviaria
Se encuentra ubicada en el punto kilométrico 120,8 de la línea férrea de ancho ibérico que une Zafra con Huelva a 196 metros de altitud, entre las estaciones de Valdelamusa y de Calañas. El tramo es de vía única y está sin electrificar. 

## Historia
La estación fue abierta al tráfico el 23 de julio de 1886, con la apertura del tramo Huelva-Valdelamusa de la línea férrea que pretendía unir Zafra con Huelva. Las obras corrieron a cargo de la Compañía del Ferrocarril de Zafra a Huelva,  que también se hizo cargo de la explotación. En la zona de El Tamujoso antiguamente convergían dos ramales ferroviarios de vía estrecha, uno procedente de la mina de San Miguel y otro procedente de la mina de La Joya, que permitían la llegada de los minerales extraídos y su transbordo con la red de ancho ibérico. En 1941, con la nacionalización de los ferrocarriles de ancho ibérico, la estación pasó a ser gestionada por RENFE. Desde el 1 de enero de 2005 Renfe Operadora explota la línea mientras que Adif es la titular de las instalaciones ferroviarias. 

## La estación
Las instalaciones se encuentran situadas entre el municipio de El Cerro de Andévalo y La Zarza. Dispone de un refugio de diseño atípico construido a base de piedras y ladrillos. Un tejado de hormigón, de una sola vertiente recubre la estructura. Cuenta con un único andén lateral al que accede la vía principal.

## Servicios ferroviarios

### Media Distancia
En esta estación efectúan parada los servicios de Media Distancia de la línea 73 de Media Distancia de Renfe y que tienen como principales destinos las ciudades de Huelva y  Jabugo. Otro MD continúa a Zafra en fines de semana y allí se puede hacer trasbordo y alcanzar destinos como Mérida, Cáceres, Plasencia, Talavera de la Reina y Madrid. 
| Línea MD | Trenes | Origen/Destino |  | Destino/Origen      |
| -------- | ------ | -------------- |  | ------------------- |
| 73       | MD     | Huelva         |  | Jabugo-Galaroza     |
| 73       | MD     | Huelva         |  | Zafra Madrid-Atocha |